# Christian Joseph Lidarti
Christian Joseph Lidarti (Vienna, 23 febbraio 1730 – Pisa, 1795) è stato un musicista austriaco  di origine italiana.

## Biografia
Molto della sua vita si sa grazie alla sua autobiografia, intitolata Aneddoti musicali e conservata nel Museo internazionale e biblioteca della musica di Bologna. Nacque a Vienna da genitori italiani. Già nella prima infanzia gli furono impartite lezioni di violino e canto, poi di clavicembalo e arpa durante la sua educazione cistercense a Klagenfurt. Nel periodo del seminario gesuita a Leoben continuò a studiare musica da autodidatta, arrivando anche a comporre sonate e concerti per arpa. Si avviò allo studio della filosofia e della giurisprudenza a Vienna, ma continuò a comporre da dilettante, e riuscì a far eseguire una sua messa, il cui successo lo convinse a lasciare gli studi universitari e a dedicarsi completamente alla musica. Suo zio era il Kappellmeister viennese Giuseppe Bonno, che lo convinse a prendere seri studi musicali per superare le sue deficienze da autodidatta, e a tal proposito lo indirizzò in Italia: la sua presenza è attestata nel 1751 a Venezia, Firenze e Cortona, dove insegnò composizione per cinque anni. A Venezia conobbe Florian Leopold Gassmann, che divenne il suo più importante modello musicale e amico fedele per tutta la vita.

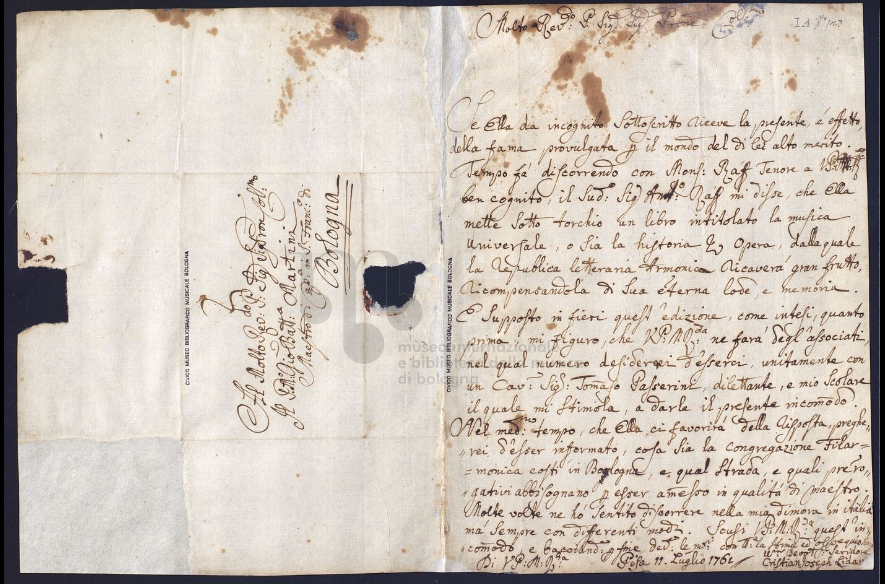
Lettera di Lidarti a Martini dell'11 luglio 1762, conservata nel catalogo dei Carteggi del Museo della Musica di Bologna

Nel 1757 si recò a Roma per studiare con Niccolò Jommelli. Il grande maestro, pur limitandosi a offrire pochi consigli sulla tecnica del contrappunto, ridimensionò le ambizioni di Lidarti, che comprese le sue lacune e abbandonò i suoi grandiosi progetti operistici. Dopo l'esperienza con Jommelli (con il quale mantenne duraturi e stimati contatti), Lidarti si accontentò di lavorare come semplice musico per i Cavalieri di Santo Stefano di Pisa, incarico che mantenne dal 1757 fino alla morte, nel 1795. Per i Cavalieri, Lidarti fu contrabbassista, organista e violoncellista, e con loro suonò molte volte a Bologna, dove entrò in contatto con Giovanni Battista Martini e con l'Accademia Filarmonica, della quale fu membro effettivo dal 1761.

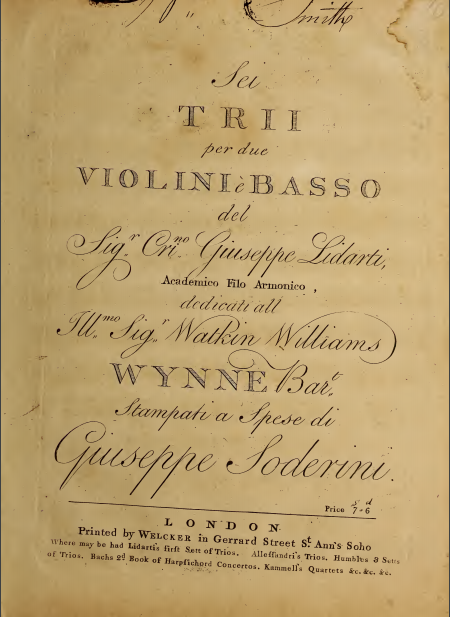
Frontespizio dei Sei trii per due violini e basso di Lidarti, stampati da Welcker a Londra

Con Martini iniziò un carteggio, oggi conservato nel Museo della musica e nel Conservatorio di Bologna. Charles Burney parlò molto positivamente di Lidarti, incontrato a Pisa, nel suo Viaggio musicale in Italia. Forse in conseguenza della cordialità di Burney, Lidarti avviò alcune trattative editoriali con l'Inghilterra negli anni '80 del Settecento, per tramite di Giuseppe Soderini, culminati con le stampe di tre opere da camera a Londra, presso la tipografia Welcker. La sua ultima composizione risale al 1793.

## Opere e stile
Ci sono pervenute circa 200 composizioni, in cui è evidente una naturale disposizione melodica, e una strutturazione semplice e piana. Il suo strumento preferito è senz'altro il violoncello, che nei suoi quartetti ha una preminenza maggiore rispetto alla produzione europea coeva. Nella sua musica sacra spiccano le composizioni su testo ebraico, delle quali la più famosa è l'oratorio Esther.

## Fonti

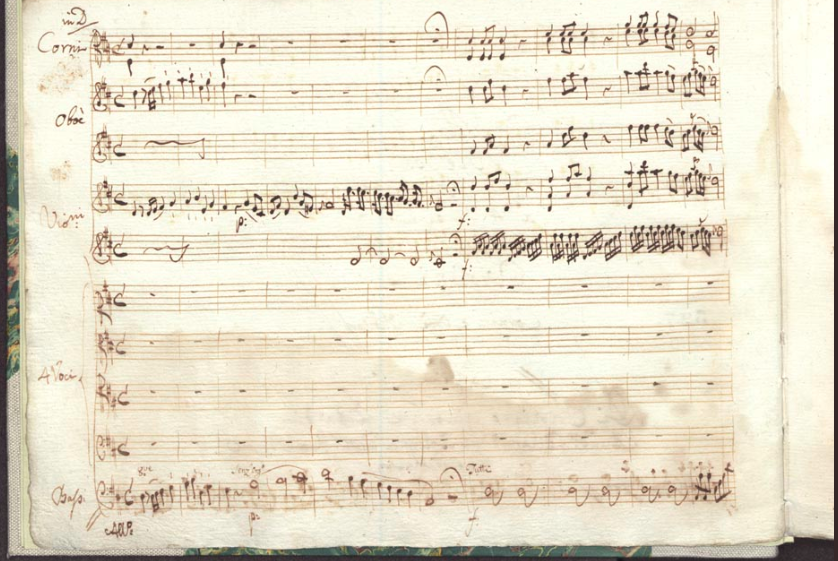
Prima pagina del manoscritto, probabilmente autografo, recante una «Messa a 4 voci» di Lidarti del 1780, conservato al Conservatorio di Firenze, e digitalizzato integralmente su [http://www.internetculturale.it/jmms/iccuviewer/iccu.jsp?id=oai%3Awww.internetculturale.sbn.it%2FTeca%3A20%3ANT0000%3AIFC0000891&mode=all&teca=MagTeca+-+ICCU Internet Culturale

Si conservano poco più di un centinaio di copie manoscritte di sue composizioni in tutto il mondo. Le collezioni più cospicue sono a:
- Napoli (Conservatorio San Pietro a Majella)
- Montecatini Terme (Fondo musicale Venturi)[7][14][15]
- Bologna (Biblioteca di San Francesco e Accademia Filarmonica)[16]
- Genova (Conservatorio Paganini)[16]
- Modena (Biblioteca Estense)[16]
- Manchester (Henry Watson Music Library)
- Londra (British Library)
- Uppsala (Universitetsbibliotek «Carolina Rediviva»)
- Bruxelles (Koninklijk Conservatorium)
- L'Aia (Gemeentemuseum Den Haag)
- Monaco (Bayerische Staatsbibliothek)
- Karlsruhe (Badische Landesbibliothek)
- Louisville, Kentucky (Fondo Ricasoli dell'Università)
- New York (Butler Library della Columbia University)
- San Francisco (Bellis Collection della San Francisco State University)

Altre città che possiedono in varia misura copie manoscritte di opere di Lidarti sono Firenze (Conservatorio Luigi Cherubini, istituzione che conserva un autografo incerto di Lidarti, digitalizzato su Internet Culturale), Mantova (Fondo Greggiati di Ostiglia), Milano (Fondo Noseda del Conservatorio Giuseppe Verdi) e Parma (Biblioteca Palatina).
Un suo autografo è presente all'Accademia Filarmonica di Bologna.
Il Centro Documentazione Musicale della Toscana ha individuato suoi manoscritti nell'Archivio Storico Musicale dell'Opera della Primaziale Pisana; due sue opere, di cui un autografo, nell'Archivio Musicale dell'Ordine dei Cavalieri di Santo Stefano; e due copie di parti di musica strumentale per archi (violini e violoncelli) nel Fondo Rospigliosi dell'Archivio Capitolare di Pistoia.

## Discografia
- Esther (2CD) Friedemann Layer. "Accord".
- Musica da camera e concerto per clavicembalo, Carlo Ipata, direttore. "Tactus Records" TC.733701, 2003.
- Concerti per violino, Carlo Ipata, direttore, "Hyperion" CDA67685, 2008.
- Hamesiah. Boj beshalom in: Jewish Baroque. Ensemble Salamone Rossi. "Concerto", 2009.